# Умершие в мае 1999 года
Это список известных людей, соответствующих установленным критериям значимости (см. Википедия:Критерии значимости персоналий), умерших в мае 1999 года.
Причина смерти указывается лишь в исключительных случаях (убийство, самоубийство, гибель в результате военных действий, смертная казнь, ДТП или несчастные случаи). В остальных случаях — не указывается.
- 2 мая — Игорь Дьяконов (84) — советский и российский востоковед, историк, лингвист, специалист по шумерскому языку, сравнительно-исторической грамматике афразийских языков, древним письменностям, истории Древнего Востока, теоретической истории, теории социальной эволюции.
- 2 мая — Оливер Рид (61) — британский актёр.
- 2 мая — Анаит Цицикян (72) — армянская скрипачка и музыковед.
- 2 мая — Ирина Якир (50) — советский диссидент, общественный деятель, участник правозащитного движения 1960—1970-х годов, составитель бюллетеня «Хроника текущих событий» (1970—1972), жена и адресат лирических стихотворений Юлия Кима; рак.
- 3 мая — Стив Чейссон (32) — канадский хоккеист; автокатастрофа.
- 7 мая — Василий Андрианов (78) — участник Великой Отечественной войны, Герой Советского Союза.
- 7 мая — Шалом Бен-Хорин (85) — писатель, журналист, теолог, внёсший вклад в создание диалога и развитие иудейско-христианских отношений.
- 7 мая — Юрий Захаренко (47) — бывший министр внутренних дел Республики Беларусь, полковник, член партии ОГП.
- 8 мая — Евгений Блажеевский (51) — русский поэт.
- 8 мая — Владимир Бочковский (75) — советский военачальник, участник Великой Отечественной войны, Герой Советского Союза.
- 8 мая — Дирк Богард (78)— британский киноактёр, писатель.
- 8 мая — Василий Шевцов (84) — участник Великой Отечественной войны, Герой Советского Союза.
- 9 мая — Григорий Ястребов — тренер по гребле на байдарках.
- 10 мая — Шел Силверстайн (68) — американский поэт, автор песен, музыкант, карикатурист, сценарист и автор детских книг.
- 12 мая — Алексей Стеблевский (88) — участник Великой Отечественной войны, гвардии майор. Герой Советского Союза.
- 13 мая — Михаил Чореф (76) — советский и украинский археолог.
- 14 мая — Виктор Чепелик (72) — архитектор, историк архитектуры, писатель, академик.
- 14 мая — Николай Таранин (74) — участник Великой Отечественной войны и полный кавалер ордена Славы.
- 14 мая — Иван Чернец (79) — Герой Советского Союза.
- 15 мая — Жанис Буткус (92) — гауптштурмфюрер Латышского добровольческого легиона СС.
- 15 мая — Галикс Колчицкий (77) — советский актёр театра и кино; заслуженный артист РСФСР.
- 15 мая — Виктор Чухнаков (76) — Герой Советского Союза.
- 16 мая — Александр Янковский (87) — машинист паровоза; Герой Социалистического Труда (1943), депутат Верховного Совета СССР X созыва.
- 17 мая — Лембит Олль (33) — эстонский, ранее советский шахматист.
- 17 мая — Евгений Чичерин (26) — музыкант, поэт, лидер группы Хмели-Сунели ; повешение
- 20 мая — Дагмар Белла (78) — австрийская пианистка словацкого происхождения.
- 20 мая — Давлеткирей Янгиреев (71) — известный лесоруб, Герой Социалистического Труда.
- 21 мая — Ванесса Браун (71) — американская актриса, телеведущая и писатель.
- 22 мая — Леонид Загоруйко (75) — шахматный композитор.
- 24 мая — Владимир Лавров (73) — Герой Социалистического Труда.
- 25 мая — Дмитрий Осатюк (81) — полковник Советской Армии, участник Великой Отечественной войны, Герой Советского Союза.
- 25 мая — Ким Рыжов (68) — советский и российский сценарист.
- 26 мая — Пауль Захер (93) — швейцарский дирижёр, музыкальный педагог и меценат.
- 26 мая — Липарит Симонянц (83) — советский учёный, доктор технических наук.
- 28 мая — Михаэль Баркаи — израильский морской офицер, герой Битвы при Латакии.
- 28 мая — Ян Лебенштейн (69) — польский художник.
- 30 мая — Евгений Батенчук (85) — организатор строительного производства, советский административно-хозяйственный деятель.
- 31 мая — Анатолий Иванов (71) — советский писатель, один из крупнейших писателей—«почвенников», писавших романы на деревенскую тему.
- 31 мая — Огюст Ле Бретон (86) — французский писатель.